# Niña Weijers
Niña Weijers (Nijmegen, 1987) is een Nederlands schrijver.

## Biografie
Weijers studeerde literatuurwetenschap in Amsterdam en Dublin. Ze debuteerde met kortverhalen en essays en won in 2010 de Juryprijs van de schrijfwedstrijd Write Now!. Weijers heeft een online column, schrijft recensies voor De Groene Amsterdammer en is redacteur bij De Gids. Van 2009 tot 2014 werkte ze voor het Amsterdams academisch-cultureel centrum SPUI25. Daar presenteerde ze samen met filosofe Simon(e) van Saarloos van oktober 2013 tot voorjaar 2014 enkele malen een maandelijkse talkshow,  Weijers & Van Saarloos, de seksistische talkshow, met vrouwelijke gasten uit de kunst, cultuur, wetenschap en journalistiek, eerst op de zaal aan het Spui, nadien in de Club Odeon.
In mei 2014 publiceerde uitgeverij Atlas Contact haar debuutroman De consequenties. Het werk werd genomineerd voor de debuutprijs de Bronzen Uil en won de Opzij Literatuurprijs en de Anton Wachterprijs. Daarnaast kwam de roman op de shortlist van de Libris Literatuur Prijs en de Gouden Boekenuil. In deze laatste prijstoekenning werd Weijers wel de laureaat van de Prijs van de Lezersjury. Het boek werd in het Frans, Duits, Engels en Tsjechisch vertaald. Haar tweede roman, Kamers, antikamers, verscheen in 2019 en is sindsdien in het Frans en Duits vertaald. 
Weijers was eind 2014 de eerste schrijver die als writer in residence twee maanden werkte in de Jan van Eyck Academie in Maastricht, een initiatief dat mede gesteund wordt door het Nederlands Letterenfonds. Ze werd daarin opgevolgd door Maartje Wortel. In 2020 werd Niña Weijers de vierde 'writer in residence' van Almere na Stephan Sanders, Renate Dorrestein en Redmond O'Hanlon.
Voor haar boek Cassandra (2023) werd in april 2024 aan Weijers de E. du Perronprijs 2022/2023 toegekend. Het boek is een non-fictie-verhaal over groepen jongeren in Almere die steeds meer rechts-populistische sympathieën krijgen en over de dood van Cassandra van Schaijk, een 17-jarige scholiere uit Almere.

## Persoonlijk
Weijers heeft een relatie met schrijver Arnon Grunberg met wie ze sinds 2021 een zoon heeft.